# 聖克拉拉 (胡胡伊省)
24°17′S 64°41′W / 24.283°S 64.683°W

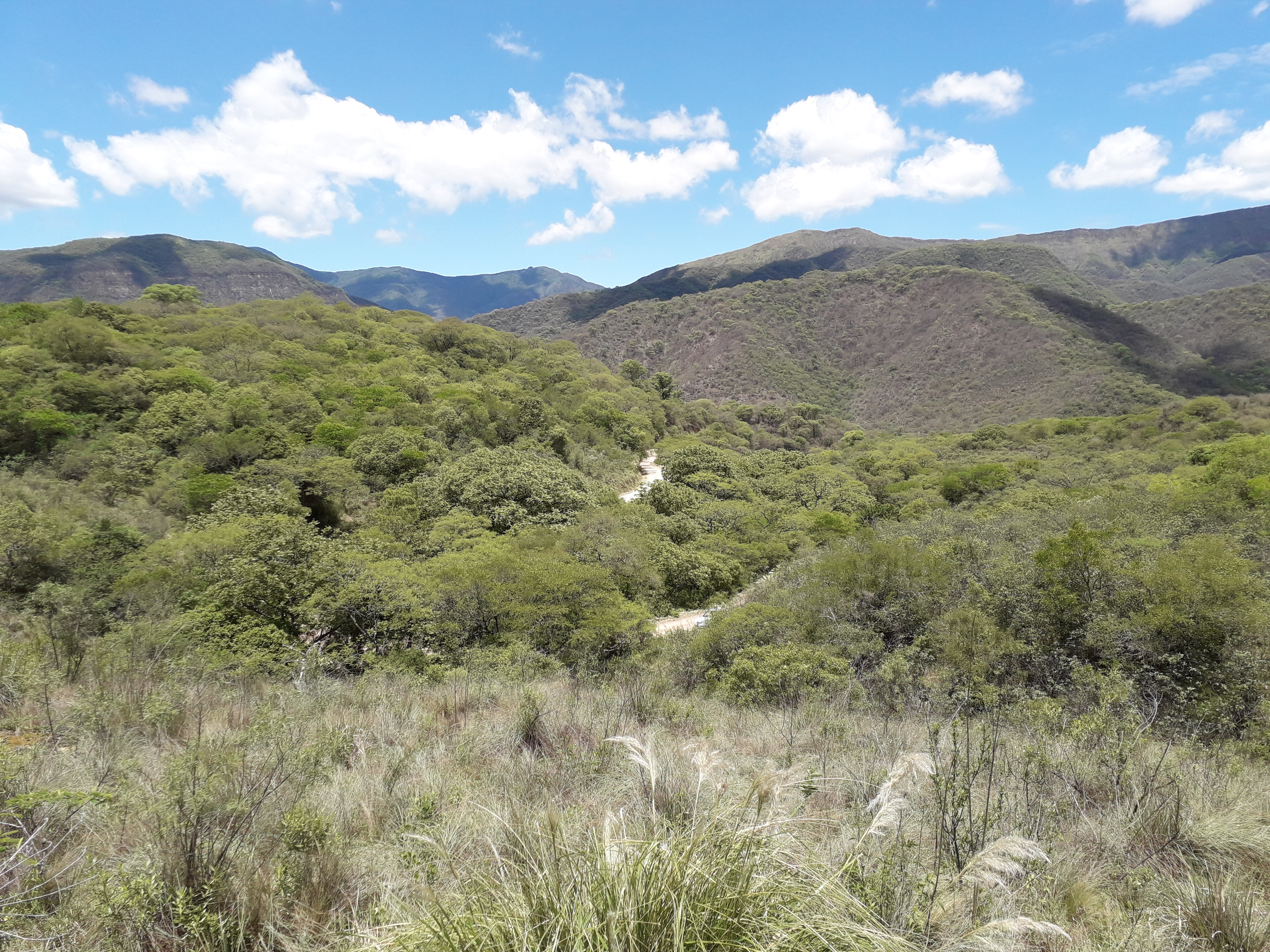
聖克拉拉

聖克拉拉（西班牙語：Santa Clara），是阿根廷的城鎮，位於該國西北部胡胡伊省，是聖巴巴拉縣的首府，始建於1920年12月5日，海拔高度507米，該地區的地震活動頻繁和低強度，2010年人口4,996。